# Phycodes chalcocrossa
Phycodes chalcocrossa is een vlinder uit de familie Brachodidae. De wetenschappelijke naam voor de soort is voor het eerst geldig gepubliceerd in 1909 door Edward Meyrick.
De soort komt voor in het Afrotropisch gebied.